# Método Buteyko
O método Buteyko, ou técnica Buteyko de respiração, é uma forma de medicina alternativa que propõe o uso de exercícios respiratórios como tratamento para a asma e outras enfermidades. O método recebe seu nome por conta do doutor ucraniano Konstantin Buteyko (em ucraniano: Бутейко) (1923-2003) que começou a formular seus princípios na década de 1950. Se baseia na suposição de que numerosas enfermidades, como a asma, são causadas por uma hiperventilação crônica. Este método trata de reeducar la frequência respiratória para corrigir a hiperventilação e reduzir a quantidade de ar inalado. Esta teoría não é apoiada por uma grande parte da comunidade médica devido a falta de evidências, tanto em sua teoria como em seus aspectos prácticos.
Pesquisas sobre o uso do método Buteyko se concentraram quase exclusivamente no tratamento da asma, tendo alguns problemas metodológicos. Nenhuma medida objetiva foi encontrada para apoiar a melhora das funções pulmonares a partir do uso do método, embora existam aspectos subjetivos que possam mostrar alívio dos sintomas, bem como melhora na qualidade de vida. Também não há estudos que confirmem a cura de outras doenças usando o método Buteyko.

## História
O método Buteyko foi originalmente desenvolvido na década de 1950 pelo fisiologista Konstantin Buteyko na Rússia. O primeiro estudo oficial sobre a eficácia do método Buteyko em asma foi realizado em 1968 no Instituto de Pneumologia de Leningrado. A segunda, realizada no Primeiro Instituto de Doenças Pediátricas de Moscou, em abril de 1980, acabou levando o chefe do ministério da saúde a emitir uma ordem (Nº 591) para a implementação do método Buteyko no tratamento da asma brônquica. Mais tarde, esse método foi introduzido na Austrália, Nova Zelândia, Grã-Bretanha e Estados Unidos, onde recebeu crescente exposição. Relatos de melhorias que mudam a vida atribuídas ao método Buteyko abundam na Internet e em livros.
O método Buteyko é apenas um dos vários métodos de reciclagem respiratórios em uso para o tratamento de doenças pulmonares, incluindo técnicas convencionais, como exercícios de respiração conduzidos por fisioterapeutas, bem como técnicas de medicina alternativa, como respiração Buteyko e ioga.
Em 2019, a popular cantora indonésia Andien postou imagens de si mesma, seu marido e seu filho de dois anos com fita adesiva na mídia social. As imagens provocaram discussão e interesse no método Buteyko.